# خط قرمز (متروی دبی)
خط قرمز (به عربی: (به عربی: الخط الأحمر) یکی از دو خطوط شبکهٔ مترو دبی در دبی، امارات متحده عربی است.
این خط مترو با طول بیش از ۵۲ کیلومتر و دارا بودن ۲۹ ایستگاه منطقهٔ الراشدیه در شرق دبی را به منطقه آزاد جبل علی در غرب دبی متصل می‌کند. بیشتر طول این مترو موازی با بزرگراه شیخ زاید است.

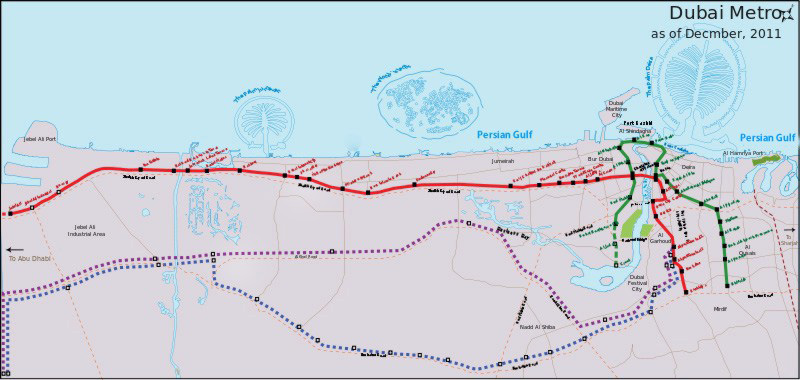
نقشهٔ خطوط شبکهٔ مترو دبی.